# Этничность
Этничность — свойство этнической общности, обозначающее её особенные отличия от других общностей, а также синоним более широко распространённого в российской науке понятия этнос.
Термин употребляется в русле представления о полиэтническом характере большинства современных обществ.

## Общее определение
В целом, чёткого и общепризнанного определения термина «этничность» в этнологии к настоящему времени не выработано. В европейской науке термин изначально обобщённо обозначал «совокупность характерных культурных черт этнической группы».
Сообразно современным представлениям, этничность можно представить как форму социальной организации культурных различий, состоящей из тех характеристик, которые сами члены этнической общности считают для себя значимыми и которые лежат в основе их самосознания. К этим характеристикам относится также обладание одним или несколькими общими названиями, общие элементы культуры, представление об общем происхождении и, как следствие — наличие общей исторической памяти. При этом присутствуют ассоциация себя с особой географической территорией и чувство групповой солидарности.
Определение этничности строится также на основе культурной самоидентификации этнической общности по отношению к другим общностям (этническим, социальным, политическим), с которыми она находится в фундаментальных связях. Как правило, присутствует значительная разница между внутригрупповым и внешним представлении об этничности: для определения этнической общности присутствуют как объективные, так и субъективные критерии. В качестве таких критериев используются различия в антропологическом типе, географическом происхождении, хозяйственной специализации, религии, языке, и даже чертах материальной культуры (пище, одежде и тому подобное).